# Фирузабад
Фирузаба́д (среднеперс. اردشيرخوره Ардашир-Хваррах , перс. فيروزآباد‎ Fīrūzābād) — город на юге Ирана, в провинции Фарс. Административный центр шахрестана Фирузабад.

## География
Город находится в западной части Фарса, в горной местности юго-восточного Загроса, на высоте 1 322 метров над уровнем моря.
Фирузабад расположен на расстоянии приблизительно 85 километров к югу от Шираза, административного центра провинции и на расстоянии 760 километров к юго-юго-востоку (SSE) от Тегерана, столицы страны.

## История
Фирузабад имеет древнюю историю. Александр Македонский уничтожил прежний город Гор. Через несколько сотен лет Ардашир I, первый царь династии Сасанидов, восстановил город и сделал его своей столицей. Вновь опустошён во время арабского завоевания в VII веке.
Александр Македонский смог направить на город воды озера, которое сохранилось сверху по реке. Ардашир I, восстанавливая город, построил отводной канал от озера.
Город строился как столица и был окружён стеной с четырьмя воротами, в центре помещался зороастрийский храм.

## Достопримечательности
Рядом с городом сохранились в руинах постройки Ардашира — крепость Галех-Дохтар («крепость дочери»), дворец Ардашира и храм огнепоклонников на месте бывшего города Гор, или Ардашир-Хваррах. В 1997 г. правительство Ирана предложило включить эти памятники в список Всемирного наследия.

## Население
По данным переписи, на 2006 год население составляло 58 210 человек;конфессиональном — мусульмане-шииты.
| 1986   | 1991   | 1996   | 2006   | 2012   |
| ------ | ------ | ------ | ------ | ------ |
| 34 433 | 43 424 | 50 051 | 58 210 | 63 506 |